# محمد علي العجلوني
القائد محمد علي العجلوني (1893 - 1971) قائد عسكري أردني شارك في الثورات والمعارك العربية ابتداء من الثورة العربية الكبرى ومعركة ميسلون ووصل إلى أرفع المراتب العسكرية والسياسية في المملكة الأردنية الهاشمية.

## حـياته
ولد محمد علي العجلوني في بلدة عنجرة في محافظة عجلون شمال الأردن، في العهد العثماني كانت عجلون مركز ناحية الشمال، تتبع لها إربد وجرش ومحيطهما، وقد سجلت هذه المناطق أمثلة للفداء، مع بدء أفول نجم الدولة العثمانية منذ أواخر القرن الثامن عشر، وانكماشها السريع بعد ذلك، وما نتج عن الأحوال السياسية السيئة في العاصمة الأستانة، من قمع وتنكيل للعرب، الأمر الذي أسهم في يقظة العرب، ومحاولتهم النهوض بأوضاعهم، مما أوجد حالة من التعبئة الناتجة عن ازدياد وعي العرب بمكانتهم ودورهم الحضاري، وضرورة تغيير الواقع الصعب، فتشكلت الجمعيات السياسية، وبدأ الحراك التحرري يظهر إلى حيز الوجود، وفي ظل هذه المرحلة ولد محمد علي العجلوني، في عنجرة ويرجح أن ولادته كانت في نحو عام 1893م، فنشأ في أكناف جبل عوف الذي تنتصب على قمته قلعة عجلون، التحق محمد علي العجلوني بالكتّاب لكي يتعلم مبادئ القراءة والكتابة والحساب وحفظ القرآن الكريم، كما هي عادة أبناء المنطقة في ذلك الزمن ممن يحصلون على فرصة كهذه، ولعله تأثر بوالده الذي كان يتقن القراءة والكتابة، لكن هذه المحطة لم تدم طويلاً حيث أنتقل بعدها إلى المدرسة الحكومية المتوفرة في البلدة، راغباً في الحصول على فرصة أفضل في تلقي العلم، ولم تكن المدارس متوفرة بالشكل اللائق، لذلك أضطر العجلوني إلى ترك بلدته عنجرة للسفر إلى دمشق من أجل إكمال دراسته في مدارس الشام، وهذه معاناة وتجربة ليست بالسهلة على طالب مدرسة في مثل عمره، في ظل قلة وسائل المواصلات والاتصالات، لكن الرجال هم أبناء التجارب الصعبة والظروف القاسية، وقد واصل الدراسة حتى حاز على مبتغاة، لكن طموحاته لم تقف عند هذا الحد، فالرغبة في تحصيل المزيد من العلم بقيت تلاحقه، حتى شد الرحال صوب قاهرة المعز في مصر، حيث انتظم في الأزهر الشريف ناهلاً من علم العلماء والشيوخ، ومستفيداً من الاطلاع على النهضة العلمية والثقافية في مصر، مما مكنه من بناء وعيه الخاص، الذي ساعده على خدمة أمته ووطنه.

## التحاقه بالثورة العربية الكبرى
اندلعت الحرب العالمية الأولى في العام 1914م، وأرتج الشرق والغرب، واضطربت الأحوال في المنطقة العربية، وقطعت سبل المواصلات بين مصر وبلاد الشام، مما حرم العجلوني من إمكانية إكمال دراسته في الأزهر الشريف، عندها أضطر إلى الإتحاق بالخدمة العسكرية التي لاحقت عدد من شباب العرب الخاضعين لحكم الدولة العثمانية، فكان مخلصاً ومتميزاً مما أهله للترقية والمكانة العسكرية المناسبة، وكانت الأمة العربية قد ضاقت ذرعاً بما آلت إليه أحوالها بسبب ظلم الحكم التركي في عهد الإتحاد والترقي العنصري، فأطلق الشريف الحسين بن علي الرصاصة الأولى للثورة العربية الكبرى، وتقدمت القوات العربية الثائرة نحو الشمال، وبدا أن حلم الحرية والوحدة قد حانت ساعته، فاستجاب الضباط العرب في الجيش التركي لدعوة الشريف الهاشمي، وتركوا مواقعهم وخلعوا بزاتهم العسكرية، والتحقوا بجيش الثورة العربية.
ترك محمد علي العجلوني الجيش التركي وتوجه سراً إلى جنوب الأردن حيث أنضم إلى الجيش العربي بقيادة الأمير فيصل بن الحسين، وقد خاض العجلوني معارك الثورة، مستثمراً خبرته العسكرية خدمة لقضية العرب في الحرية والوحدة، فقد شارك في معارك الطفيلة وجرف الدراويش وابلى بلاء حسنا اشاد به القادة في معركة معان المشهورة وحصل على «نوط معان» لبطولته في المعركة وعلى اثرها عين قائدا للواء الرابع، وكان من المقاتلين المقربين من الأمير فيصل، فعندما تحقق النصر ودخلت القوات العربية إلى دمشق، وتم مبايعة الأمير فيصل ملكاً عليها، قام الملك بتعيين العجلوني رئيساً للحرس الملكي الفيصلي الخاص، مما يدلل على الثقة التي تمتع بعها، والمكانة التي أختصه بها قائد جيش الثورة، غير أن ما دبر بليل للدولة العربية الناشئة كان قاسماً للظهر.
وقد ورد في مذكرات العجلوني عن التحاقه بالثورة العربية الكبرى: " وفي تلك الليلة نفسها نزعت ملابسي العسكرية العثمانية وابدلتها بأردية رثة مهلهلة كي لا يطمع بي قُطاع الطرق... واصطحبت شابا من بني حسن اسمه (مطر)... وبدأت رحلتي متنكرا بهذا الزي قاصدا اقرب ميادين الثورة في جنوب الأردن... نتخلل منازل البدو... ونجتازها بحذر، فمررنا بعمان وخرجنا منها برفقة رجل من عشيرة الخرشان يمتهن بيع الملح في سوق عمان وواصلنا السير معا مشاة إلى شرق قصر المشتى حتى استقبلتنا الصحراء... واستقبلناها وهي الأم الرؤوم... فتنفست الصعداء وشعرت بالاطمئنان الكامل ونزلنا ضيوفا في خيمة هذا الرجل المرقعة، فقدم الينا طعام عشاء وهو عبارة عن قطعتي خبز جافتين مع الماء.
وعلمنا منه ومن بعض جيرانه ان الشيخ مفلح القمعان أحد شيوخ بني صخر ذهب إلى الجنوب وقابل الأمير فيصل بن الحسين وعاد محملا بالهدايا، وان بعض الشيوخ يقصدونه في مضاربه للتشاور معه. وعزمت على الذهاب إلى منازل عشائر الزين لاستوثق من تلك الاشاعات، ولعلني استنير في طريقي بضوء معلوماته."
ومن الجدير بالذكر أنه كان من الشخصيات الأردنية التي حصلت على وسام معان 1919 .

## القائد العجلوني ومعركة ميسلون
قام الملك فيصل بتعيين العجلوني رئيساً للحرس الملكي الفيصلي الخاص، مما يدلل على الثقة التي تمتع بعها، والمكانة التي أختصه بها قائد جيش الثورة، غير أن ما دبر بليل للدولة العربية الناشئة كان قاسماً للظهر، فقد تحركت جحافل الجيش الفرنسي صوب دمشق، وأستعد العرب للمعركة التي فرضت عليهم، فكانت معركة ميسلون المعروفة، فخاضها العجلوني مع القائد يوسف العظمة، فقاد محمد علي العجلوني قوة الحرس الملكي الفيصلي وتصدى للفرنسيين في معركة ميسلون فكانت القوة العسكرية الوحيدة التي قاتلت الفرنسيين وقتلت العشرات منهم في معركة شهدت لها فرنسا والعرب.
ويقول العجلوني في مذكراته عن معركة ميسلون: «وعند بزوغ الفجر وصلنا ميسلون واحتللنا الخنادق المحصنة تحصينا فنيا، فوزعت الجنود على خطوط ثلاثة، وعينت اماكن المدفعية الرشاشة، وجعلت المتطوعين يحتلون المواقع بين الفئات النظامية على ابعاد متقاربة. عند طلوع الشمس دوت المدفعية ايذانا ببدء المعركة، وجاء يوسف العظمة وطلب مني ان يأخذ معطفي العسكري، وبعد ان ارتداه قال: سامحني به وكرر كلمة الوداع وعيناه حمراوان. وشتد قصف المدفعية وبدأت معركة المشاة واخذت الدبابات تزحف في الطريق العام، ومن ورائها كتائب الفرسان.» وانتهت المعركة بانتصار الآلة العسكرية الفرنسية مما أصاب المشروع العربي بنكسة قاسية.

## الأردن ملاذ الأحرار
عاد العجلوني بعد معركة ميسلون مع الكثيرين من القادة والمناضلين الأردنيين إلى وطنهم الأردن، الذي أصبح الملاذ الآمن للمناضلين العرب، والرافد الفعلي للثوار ضد المستعمر الفرنسي والبريطاني، وعندما وصل الأمير عبد الله بن الحسين إلى عمّان، وشرع بتأسيس إمارة شرق الأردن عام 1921م، لم يتوان العجلوني عن خدمة بلده، حيث تم تعيينه قائداً للدرك في البلقاء، في مرحلة جديدة من النضال من أجل المساهمة في بناء الدولة الأردنية الحديثة في ظروف صعبة العامرة بالمخاطر، وكانت هذه المهمة التي كلف بها العجلوني ذات أثر في حفظ الأمن، والمشاركة في بناء هيبة الدولة الناشئة، وقد أنخرط بعد ذلك في الجيش العربي الأردني الأخذ في الاشتداد في ظل ظروف عربية ودولية بالغة التعقيد، وتسلم أرفع المناصب العسكرية، فوصل إلى منصب مساعد قائد الجيش.

## العجلوني والخدمة المدنية السياسية
بعد تقاعده من الخدمة العسكرية، توجه العجلوني إلى الخدمة المدنية، مقدماً بذلك عمره كاملاً في سبيل بناء الأردن، ولم يدخروا جهداً من أجل أردن حديث قادر على خدمة وطنة وأمتة، وقد شغل العجلوني مناصب دبلوماسية عديدة، وكانت له تجارب حزبية ذات توجهات قومية عربية، وفي عهد الملك طلال بن عبد الله عين العجلوني وزيراً للداخلية، وبعد ذلك تم اختياره عضواً في مجلس الأعيان الأردني.